# Корсунь (селище)
Ко́рсунь — селище Єнакієвської міської громади Горлівського району Донецької області, Україна.

## Географія
Селище розташовується уздовж річки Корсунь (витік якої знаходиться в Калінінському районі міста Горлівки). Знаходиться за 39 км від Донецька. Відстань до райцентру становить близько 11 км і проходить автошляхом місцевого значення.
Сусідні населені пункти: на півночі — місто Горлівка, Федорівка (вище за течією Корсуні); Новоселівка (Єнакієвська міська рада); північному заході — Михайлівка, П'ятихатки; північному сході — Старопетрівське, Карло-Марксове; заході — Пантелеймонівка; сході — Щебенка, Шапошникове, Авіловка, місто Єнакієве; південному заході — Рясне, Василівка; південному сході — Верхня Кринка (нижче за течією Корсуні; Єнакієвська міська рада), Верхня Кринка (Макіївська міський рада), Новоселівка (Макіївська міська рада), Новомар'ївка; півдні — Петрівське, Шевченко, Путепровід, Монахове.
У селищі річка Розсохувата впадає у річку Корсунь.

## Історія
Поселення утворили вихідці з Північних Балкан (православними волохами), за указом Катерини II, яка прагнула заселити землі Дикого Поля.
Трохи північніше в 1867-69 рр. була закладена залізнична станція «Корсунь», а поруч із нею був влаштований Корсунський рудник (копь) і селище, яке пізніше стало іменуватися Горлівкою.

### Війна 2014 року
12 серпня 2014 Збройні сили України вибили проросійських терористів з селища, де вони порядкували з квітня того року. Але в вересні 2014 року росіяни знову захопили Корсунь.

## Населення

### Мова
Розподіл населення за рідною мовою за даними перепису 2001 року:
| Мова            | Кількість | Відсоток |
| --------------- | --------- | -------- |
| російська       | 1856      | 59.35%   |
| українська      | 1255      | 40.13%   |
| вірменська      | 9         | 0.29%    |
| білоруська      | 2         | 0.06%    |
| інші/не вказали | 5         | 0.17%    |
| Усього          | 3127      | 100%     |

За даними перепису 2001 року населення селища становило 3127 осіб, із них 40,13 % зазначили рідною мову українську, 59,35 % — російську, 0,29 % — вірменську, 0,06 % — білоруську

## Уродженці
- Деркач Василь Степанович (1894—1973) — український радянський мікробіолог, член-кореспондент АМН СРСР, заслужений діяч науки УРСР.
- Чуприна Микола Петрович (1928—2000) — український живописець.